# Kanał
Kanał é um filme de drama polonês de 1956 dirigido e escrito por Andrzej Wajda e Jerzy Stefan Stawiński. Foi selecionado como representante da Polônia à edição do Oscar 1957, organizada pela Academia de Artes e Ciências Cinematográficas.

## Elenco
- Teresa Iżewska - "Stokrotka" (Daisy)
- Tadeusz Janczar - Jacek "Korab"
- Wieńczysław Gliński - Lt. "Zadra"
- Tadeusz Gwiazdowski - Sgt. "Kula"
- Stanisław Mikulski - "Smukły"
- Emil Karewicz - Lt. "Mądry"
- Maciej Maciejewski - "Gustaw"
- Vladek Sheybal - Michał
- Teresa Berezowska - Halinka